# أندي ريني
أندي ريني (بالإنجليزية: Andy Rennie)‏ (1901 في المملكة المتحدة - 5 سبتمبر 1938 في المملكة المتحدة) هو لاعب كرة قدم بريطاني (وحمل سابقاً جنسية المملكة المتحدة لبريطانيا العظمى وأيرلندا) في مركز الهجوم. لعب مع نادي لوتون تاون ونيوبورت كونتي وKilwinning Rangers F.C. ‏.

## وصلات خارجية
- أندي ريني على موقع قاعدة بيانات كرة القدم.إي يو (الإنجليزية)